# Prawo Kirchhoffa (chemia fizyczna)
Prawo Kirchhoffa – prawo termodynamiczne określające zależność standardowej entalpii reakcji od temperatury (przy stałym ciśnieniu):
{\displaystyle \Delta _{\mathrm {r} }H^{\circ }(T_{2})=\Delta _{\mathrm {r} }H^{\circ }(T_{1})+\int \limits _{T_{1}}^{T_{2}}\Delta _{\mathrm {r} }C_{p,\mathrm {m} }^{o}(T)\mathrm {d} T}
gdzie:
- {\displaystyle \Delta _{\mathrm {r} }H^{\circ }(T_{i})} – standardowa entalpia reakcji w temperaturze {\displaystyle T_{i}}
- {\displaystyle \Delta _{\mathrm {r} }C_{p,\mathrm {m} }^{\circ }(T)} – zależność zmiany w trakcie reakcji standardowych molowych pojemności cieplnych (reagentów, czyli substratów i produktów) od temperatury.

Zostało ono sformułowane przez Gustava Kirchhoffa.

## Uproszczona postać prawa Kirchhoffa
Przy założeniu, że pojemności cieplne reagentów (a zatem i ciepła molowe reagentów) nie zależą od temperatury, korzystając z definicji molowych pojemności cieplnych pod stałym ciśnieniem {\displaystyle C_{p}=\left({\frac {\partial H}{\partial T}}\right)_{p},} prawo to można uprościć do postaci:
{\displaystyle \Delta _{r}H^{o}(T_{2})=\Delta _{r}H^{o}(T_{1})+(T_{2}-T_{1})\cdot \Delta _{r}C_{p,m}^{o}(T_{1})}
Założenie upraszczające sprawdza się, gdy różnica obu temperatur jest niewielka oraz gdy w danym zakresie temperatur nie występuje dla żadnego z reagentów przemiana fazowa.